# Ванадати (мінерали)
Ванада́ти — група мінералів, що являють собою різні за складом солі ортованадієвої кислоти Н3(VO)4.
Відомо близько 50 мінералів, більшість з них рідкісні. Найбільш відомий — пухерит Bi[VO4], деклуазит Pb(Zn, Cu)[OH/VO4], фольбортит Cu3[VO4]2·ЗН2О, а також карнотит, тюямуніт, ванадиніт.
Забарвлення ванадатів жовте, червоне або бурувато-червоне. Твердість 1—4. Густина 2,5—7,0. Більшість ванадатів — гіпергенні мінерали. Є рудами ванадію, рідше — урану.
Розрізняють також ванадати безводні (ванадати без кристалізаційної води). Серед них найбільше поширені осно́вні солі ванадієвої кислоти.